# 山冷水花
山冷水花（学名：Pilea japonica）为荨麻科冷水花属的植物。分布于台湾岛、日本、朝鲜、西伯利亚以及中国大陆的云南、广东、甘肃、湖南、江西、广西、浙江、陕西、吉林、河北、河南、湖北、安徽、福建、四川、辽宁、贵州等地，生长于海拔500米至1,900米的地区，多生长在山谷溪旁草丛中、山坡林下、石缝以及树干长苔藓的阴湿处，目前尚未由人工引种栽培。

## 别名
山美豆（中国植物图鉴） 苔水花（浙江） 华东冷水花（江苏植物志）